# Estació de les Franqueses del Vallès
|  | Per a altres significats, vegeu Estació de les Franqueses - Granollers Nord. |

Les Franqueses del Vallès (antigament anomenada Les Franqueses - Corró de Vall - Llerona - Marata) és una estació de ferrocarril propietat d'adif situada al nucli de població de Corró d'Avall de les Franqueses del Vallès a la comarca del Vallès Oriental. L'estació es troba a la línia Barcelona-Ripoll per on circulen trens de la línia R3 de Rodalies de Catalunya operat per Renfe Operadora.
Aquesta estació de l'antiga línia de Barcelona a Sant Joan de les Abadesses (actualment el tram Ripoll - Sant Joan és una via verda) va entrar en servei l'any 1875 quan es va obrir el tram entre Granollers i Vic. A l'inici els trens no anaven pel ramal actual entre les Franqueses i Barcelona, sinó que la línia original arribava a Granollers Centre on enllaçava amb la línia de Girona per arribar a Barcelona, donat que la companyia havia de pagar a MZA un cànon per circular per la línia de Girona, l'empresa va construir una línia l'any 1886 anomenada de Sant Martí de Provençals a Llerona, però que finalment només és construït fins a Montcada on enllaçava amb la línia de Manresa.
L'any 2016 va registrar l'entrada de 106.000 passatgers.
| Rodalia de Barcelona      |                       |       |            |                        |
| Procedència/Destinació    | <                     | Línia | >          | Procedència/Destinació |
| L'Hospitalet de Llobregat | Granollers-Canovelles |       | La Garriga | La Garriga Vic¹        |

¹ Els regionals cadenciats direcció Ripoll / Ribes de Freser / Puigcerdà / La Tor de Querol no efectuen parada en aquesta estació.

## Successos
El 6 de desembre de 1979 19 persones van morir i centenars van resultar ferides al caure dos trens per un terraplé.